# オレンジ色の愛たち
『オレンジ色の愛たち』（オレンジいろのあいたち）は、TBS系列の「木曜座」（木曜日22時枠）で1979年10月11日から12月27日まで放映されたテレビドラマ。

## 概要
不思議な縁で出会った、鉄道マニアの経済雑誌編集長の男（宇津井健）と新人女優の女（秋吉久美子）。演劇界の華やかな面と陰の面を、この二人の男女関係とからめながら描くドラマ。
同じ「木曜座」の番組で話題となった「水中花」終了後に放送を開始したドラマであり、主題歌の作詞に落合恵子を、また歌は同じ「木曜座」の「たとえば愛」の主題歌「とまどいトワイライト」がヒットした豊島たづみを起用したが、視聴率は前作には及ばなかった。

## スタッフ
- 脚本：宮崎晃
- 演出：和田旭、浅生憲章、宮武昭夫

## キャスト
- 柘植良平：宇津井健
- 橋口葉子：秋吉久美子
- 桂子：風吹ジュン
- 武：小倉一郎
- 英介（葉子のマネージャー）：藤岡琢也
- 竜太（葉子の友人）：丹波義隆
- 柘植郁江（良平の妻）：水野久美
- 橋口伝一（葉子の父）：伊東四朗
- 早苗：真行寺君枝
- 足立（出版社社長）：田崎潤

## 主題歌
- 「行き暮れて」（歌：豊島たづみ、作詞：落合恵子、作曲：桜井順、編曲：大村雅朗）

## サブタイトル
| 各話   | 放送日         | サブタイトル         | 演出               |
| ------ | -------------- | -------------------- | ------------------ |
| 第1話  | 1979年10月11日 | （サブタイトル無し） | 和田旭             |
| 第2話  | 1979年10月18日 | （〃）               | 和田旭             |
| 第3話  | 1979年10月25日 | （〃）               | 浅生憲章           |
| 第4話  | 1979年11月1日  | （〃）               | 和田旭             |
| 第5話  | 1979年11月8日  | 女優よさようなら     | 浅生憲章           |
| 第6話  | 1979年11月15日 | ゆれうごく二人       | 浅生憲章           |
| 第7話  | 1979年11月22日 | 新たな決意           | 浅生憲章           |
| 第8話  | 1979年11月29日 | 慕情果てしなく       | 和田旭             |
| 第9話  | 1979年12月6日  | 愛と死と             | 浅生憲章、宮武昭夫 |
| 第10話 | 1979年12月13日 | 運命の夜             | 和田旭             |
| 第11話 | 1979年12月20日 | さよならの足音       | 浅生憲章           |
| 最終話 | 1979年12月27日 | 愛・旅立ち           | 和田旭             |

## 関連作品
- 単行本「オレンジ色の愛たち」

脚本の宮崎晃・瀬戸春生共著、三笠書房（1979年10月初版発売）
| TBS系 木曜座（木曜22時枠） | TBS系 木曜座（木曜22時枠） | TBS系 木曜座（木曜22時枠） |
| 前番組                     | 番組名                     | 次番組                     |
| -------------------------- | -------------------------- | -------------------------- |
| 水中花                     | オレンジ色の愛たち         | 逢いたくて                 |

| スタブアイコン | サブスタブ | この項目は、まだ閲覧者の調べものの参照としては役立たない、テレビ番組に関連した書きかけの項目です。この項目を加筆・訂正などしてくださる協力者を求めています（P:テレビ/PJ:放送または配信の番組）。 |